# مشهد میر بزرگ
مشهد میر بزرگ عمارت و مقبره‌ای است که مربوط به دوره صفوی قرن ۸ ه‍.ق است که در منطقه سبزه میدان، خیابان مفتح آمل واقع شده و این اثر در تاریخ ۱۵ دی ۱۳۱۰ با شمارهٔ ثبت ۵۹ به‌عنوان یکی از آثار ملی ایران به ثبت رسیده‌است.

## ویژگی‌ها
آرامگاه میربزرگ آمل، یکی از بناهای تاریخی مهم و بزرگ به شمار می‌رود. ساختمان اصلی بقعه میربزرگ متعلق به قرن هشتم هجری قمری است که با طرحی چهار ضلعی ساخته شده ولی ساختمان کنونی آن به قرن یازدهم هجری و دوره صفوی مربوط می‌باشد. این بقعه از نظر ویژگی‌های معماری، تزئینات، کاشی‌کاری نماها و خصوصاً سر در ورودی، اهمیت تاریخی دارد. کتیبه قدیمی در زیر طاق آن وجود دارد و کاشی کاری آن منحصر به فرد در داخل بنا و بیرون آن موجود است. داشتن حوز در بالای بقعه یکی از شاهکارهای آن زمان بوده‌است که بعضی وقت‌ها طلبه‌ها در قدیم برای خواند درس به بالای عمارت می‌رفتند و درس می‌خواندند.

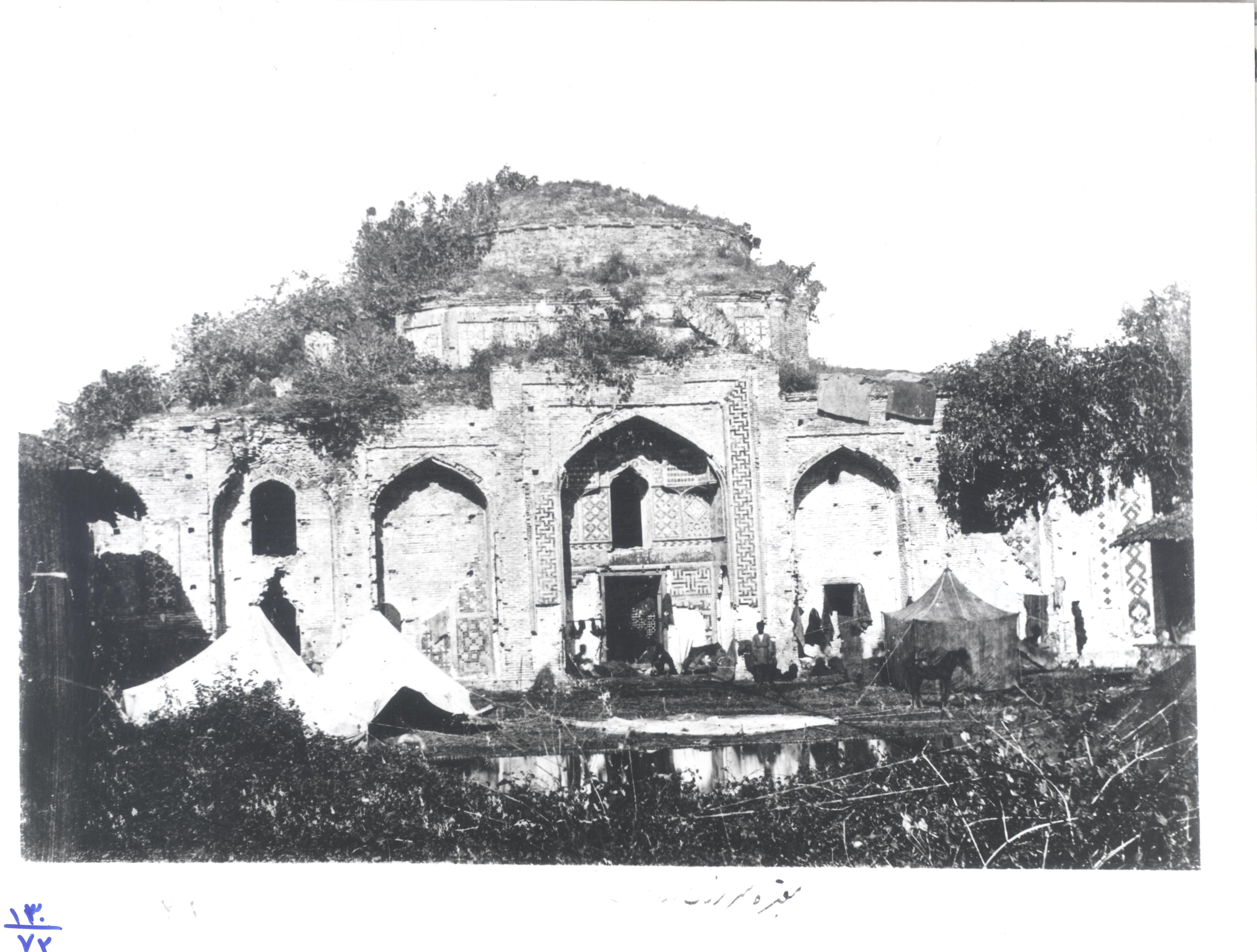
ساختمان مقبره در زمان ناصرالدین شاه (۱۲۵۲ شمسی)

ورودی اصلی مقبره در سمت جنوب قرار دارد و بالای سر آن کتیبه کوفی بنایی با خط سیاه بر زمینه زرد کاشی نوشته شده‌است: [سبحان الله] و الحمدالله و لااله الاالله و الله اکبر و [لا حول و لاقوة الا بالله]. در بالای این کتیبه نیز دو بار کلمه محمد به خط کوفی با کاشی معرق مشکی بر زمینه سفید نوشته شده‌است. هر یک از اضلاع بیرونی دارای ۵ طاق نماست. گنبد بیرونی بنا هشت ضلعی و نوساز است و پایه‌های گنبد با ۳۲ قاب کاشیکاری (در هر ضلع ۴ قاب) و با کتیبه کوفی بنایی به شرح الله، محمد، علی، لااله الاالله مزین شده‌است. بنای فعلی بقعه در دو طبقه احداث شده که با توجه به کثرت اتاق‌ها و شیوه معماری، به احتمال زیاد به عنوان مدرسه، خانقاه، مسجد و عمارت نیز مورد استفاده قرار می‌گرفته‌است. صحن اصلی این بقعه به ابعاد ۴۶٫۹*۴۶٫۹ و چهارگوش است. این صحن که هسته مرکزی آرامگاه را تشکیل می‌دهد، از سوی جنوب حیاط باز می‌شود و از سمت شرق به مسجد و از دو جهت دیگر به شبستان‌ها مرتبط است. چهار کنج این صحن را با چهار گوشوار، به هشت ضلعی تبدیل نموده و گنبدی بلند و مدور روی آن زده‌اند. گنبد مدور در عصر ناصری پابرجا بوده ولی امروزه گنبدی هرمی به جایش ساخته‌اند. کتیبه‌هایی نیز در زیر گوشوار با خط سفید ثلث بر زمینه کاشی آبی دیده می‌شود که مشتمل بر آیاتی از کلام‌الله مجید و حدیثی از امیرالمؤمنین علی علیه السلام است.

## طاق‌ها و گنبدها و سیر تاریخی
در زیر گنید و شبستان‌های و اتاق‌های جنبتین و سر در مقبره روی جرزهای آن قطعات خشت کاشی مربوط به دوران صفوی باقی‌مانده همچنین مقداری کمربند داخلی گنبد نمایان است. این بقعه را اسکندر شیخی پسر افراسیاب چلابی که حکومت آمل را از طرف تیمور عهده‌دار بود به دشمنی اجدادی در سنه ۷۹۶ قمری خراب و ویران کرده ولی پس از فوت امیرتیمور و مراجعت بازماندگان سادات به مازندران در سال ۸۱۴ قمری به همت سید قوام الدین پسر سید رضی‌الدین و کمک اهالی، بقعه بزرگ به شکل اول خود دوباره ساخته شد. سپس در عهد صفوی، خصوصاً با دستور شاه عباس بزرگ که قرابت و علاقه به دین و شخصیت میربزرگ داشت، بقعه مزبور با بهترین کاشی‌کاری و تزئینات نفیس تکمیل گردید. در ادامه نیز، به مرور ایام این بنای عظیم و تاریخی بر اثر عدم مراقبت دولت‌های وقت رو به تخریب رفت و تمام آجرهای کاشی و اشیای نفیس موزه آن که در دو دروه سلطنت طولانی سلسه مرعشی و صفویه در این بقعه عالی جمع‌آوری شده بود و همچنین آثار گران‌بها تجاری صندوق ضریح و غیره به وسیله عده‌ای از بی خردان سود جود به یغما رفت و جز خرابه‌ای بیش باقی نماند و حتی موقوفات بقعه نیز به مرور ایام چپاول گردید.

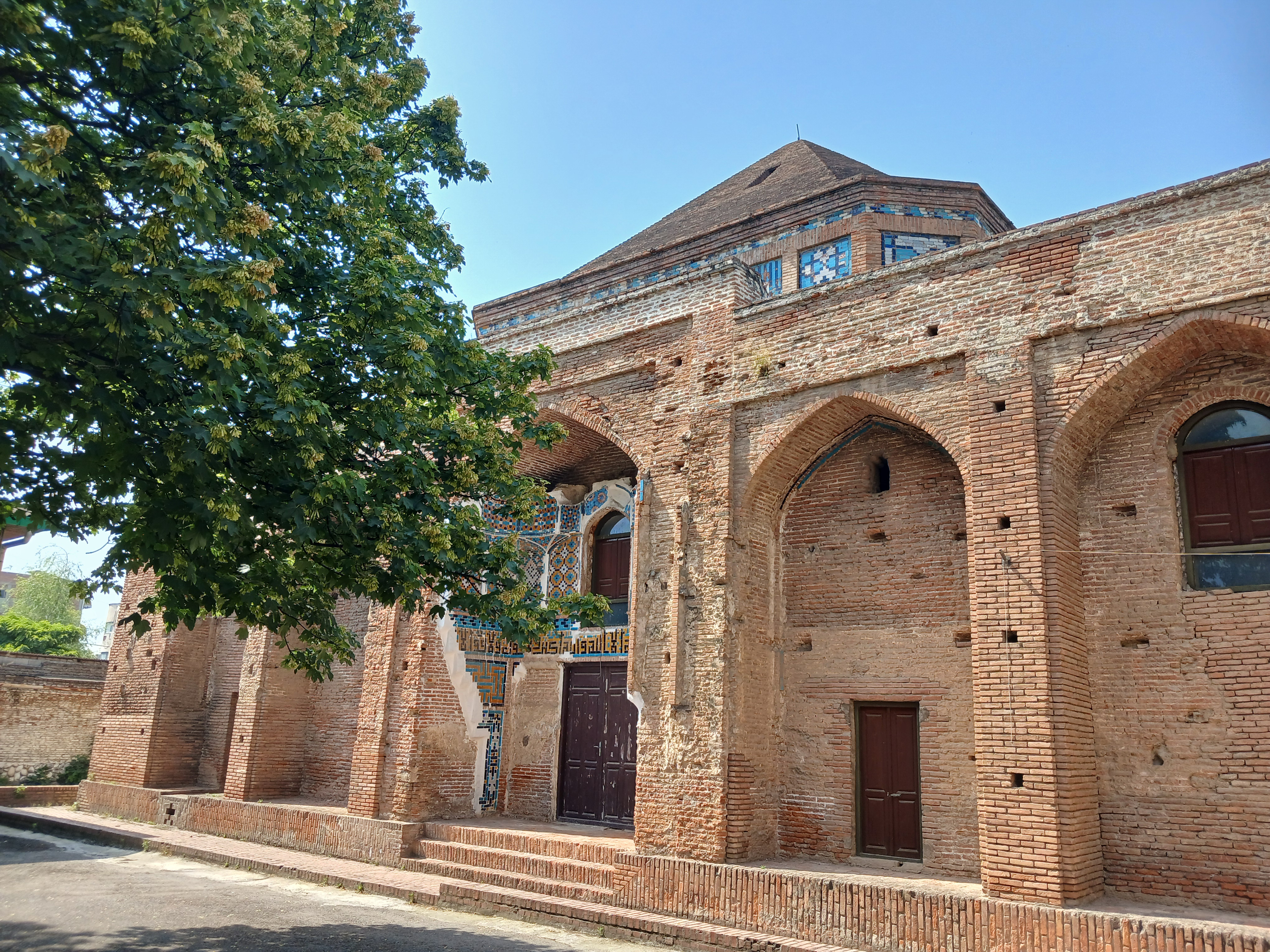
میربزرگ

## نسب
درباره نسب میر بزرگ گفته‌اند که او از فرزندان علی المرعش پسر عبدالله بن محمد بن حسن بن حسین الاصغر از فرزندان سجاد است. قاضی نورالله شوشتری دربارهٔ علی المرعش می‌نویسد که، کبوتر بلند پرواز مرعش می‌گویند و چون به علوشان و رفعت منزلت ومکان انصاف معروف بود، بنابراین وصف او به مرعش به جهت علو منزلت او بوده‌است و همو فرموده سادات مرعشیه به او منتسبند و سادات عالی درجه مازندران که به تشیع مشهورند از جمله اعقاب اویند به ویژه سلاطین قوامیه مرعشیه مازندران، نسب دقیق او را میر قوام الدین بن سید صادق بن سید عبدالله بن سید ابوهاشم بن سید علی بن سید حسن بن سید علی المرعش بن سید عبدالله بن سید محمد الاکبرین بن سید حسن بن سید حسین الاصغرین امام زین العابدین علیه السلام گفته‌اند. نوشته‌اند آن بزرگوار مدتی در خراسان به سلوک مشغول بوده بعد از آن به مازندران وطن خود بازگشت.
این بقعه که آرامگاه میر قوام‌الدین مرعشی سرسلسله از سادات مرعشی به نام مرعشیان ایران است، صندوق چوبی نفیسی داشت که دراثر آتش‌سوزی نابود شد و تنها چهار چوب آن باقی مانده‌است. بر روی این چهارچوب تاریخ ۱۰۳۳ هجری قمری حک شده‌است. بنای فعلی بقعه در دو طبقه احداث گردیده که با توجه به کثرت اتاق‌ها و شیوهٔ معماری، به احتمال قریب به یقین به عنوان مدرسه، خانقاه، مسجد وعمارت و غیره مورد استفاده قرار می‌گرفته‌است.

## ویدئو
لینک ویدئو

## نگارخانه

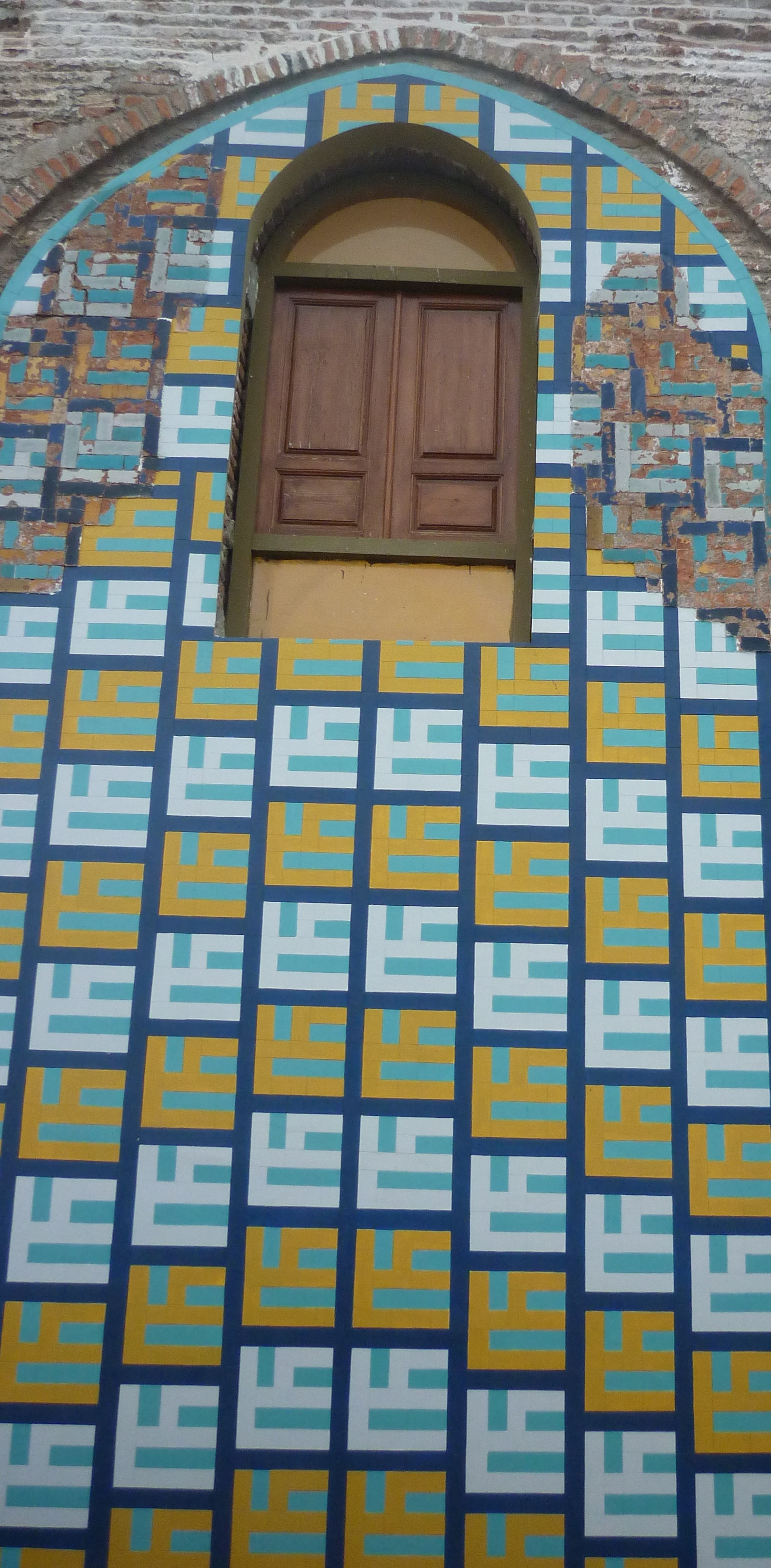
کاشی کاری مقبره
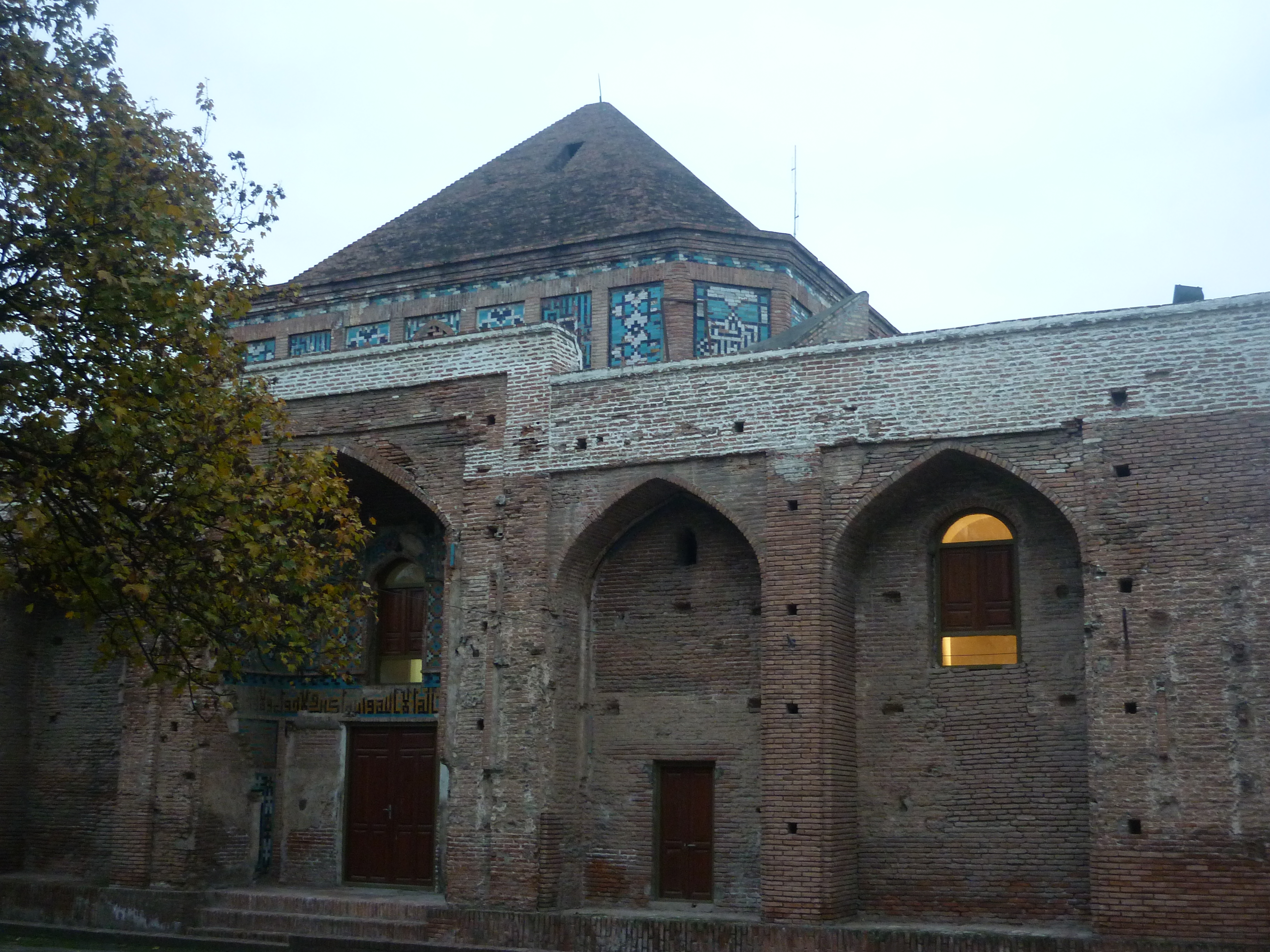
از نمایی دیگر
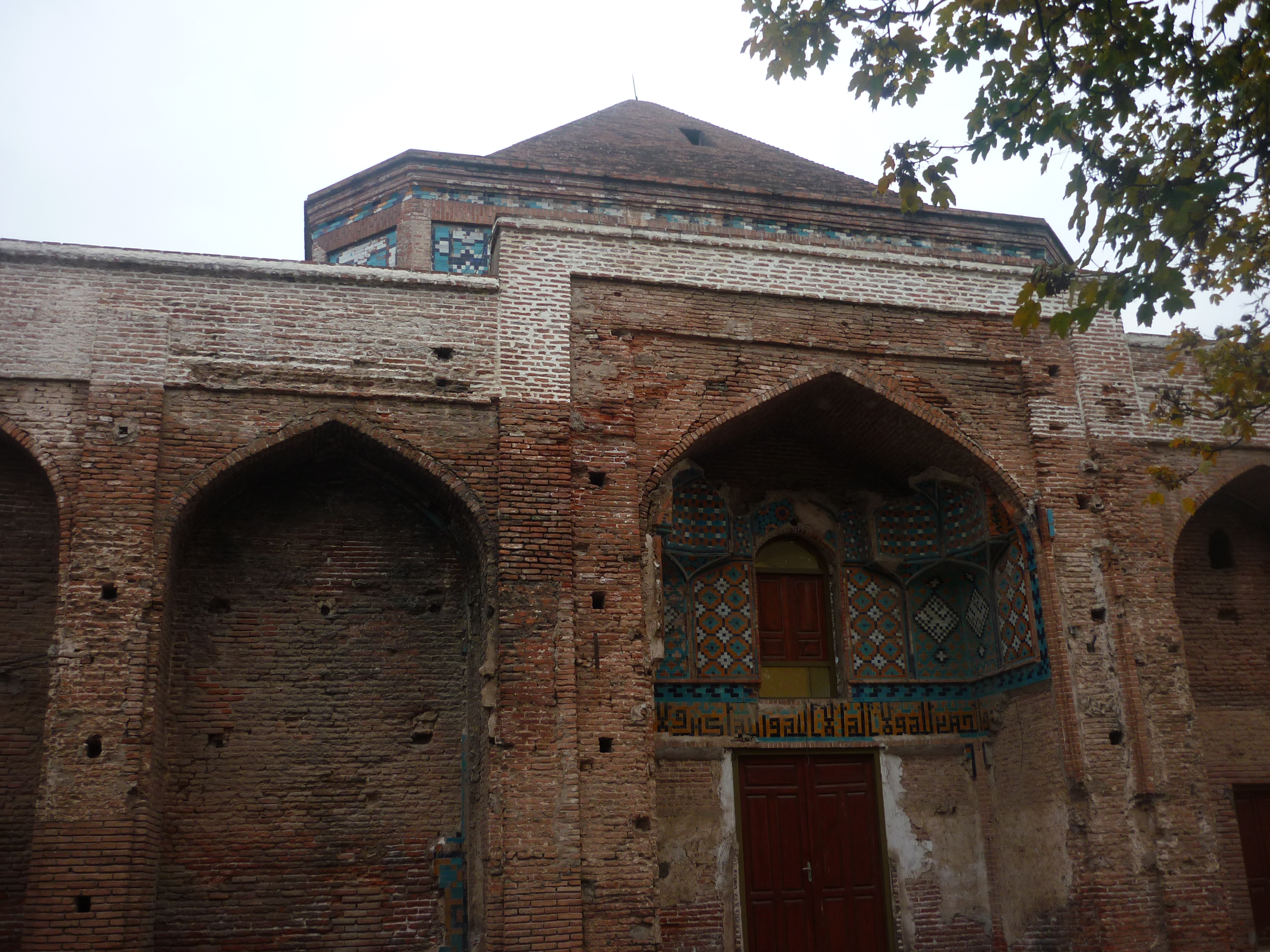
از روبرو
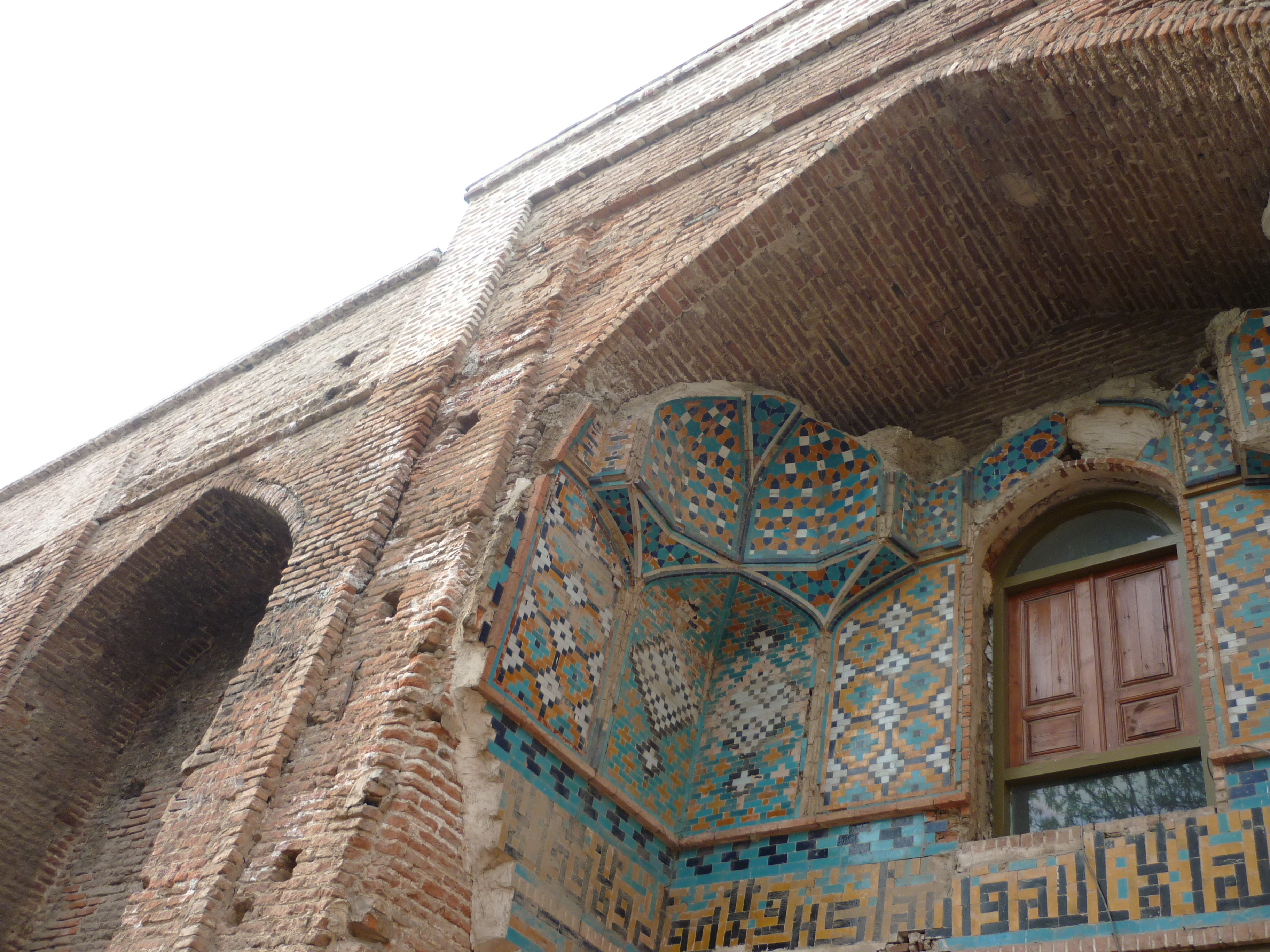
طاق بالای ورودی در اصلی
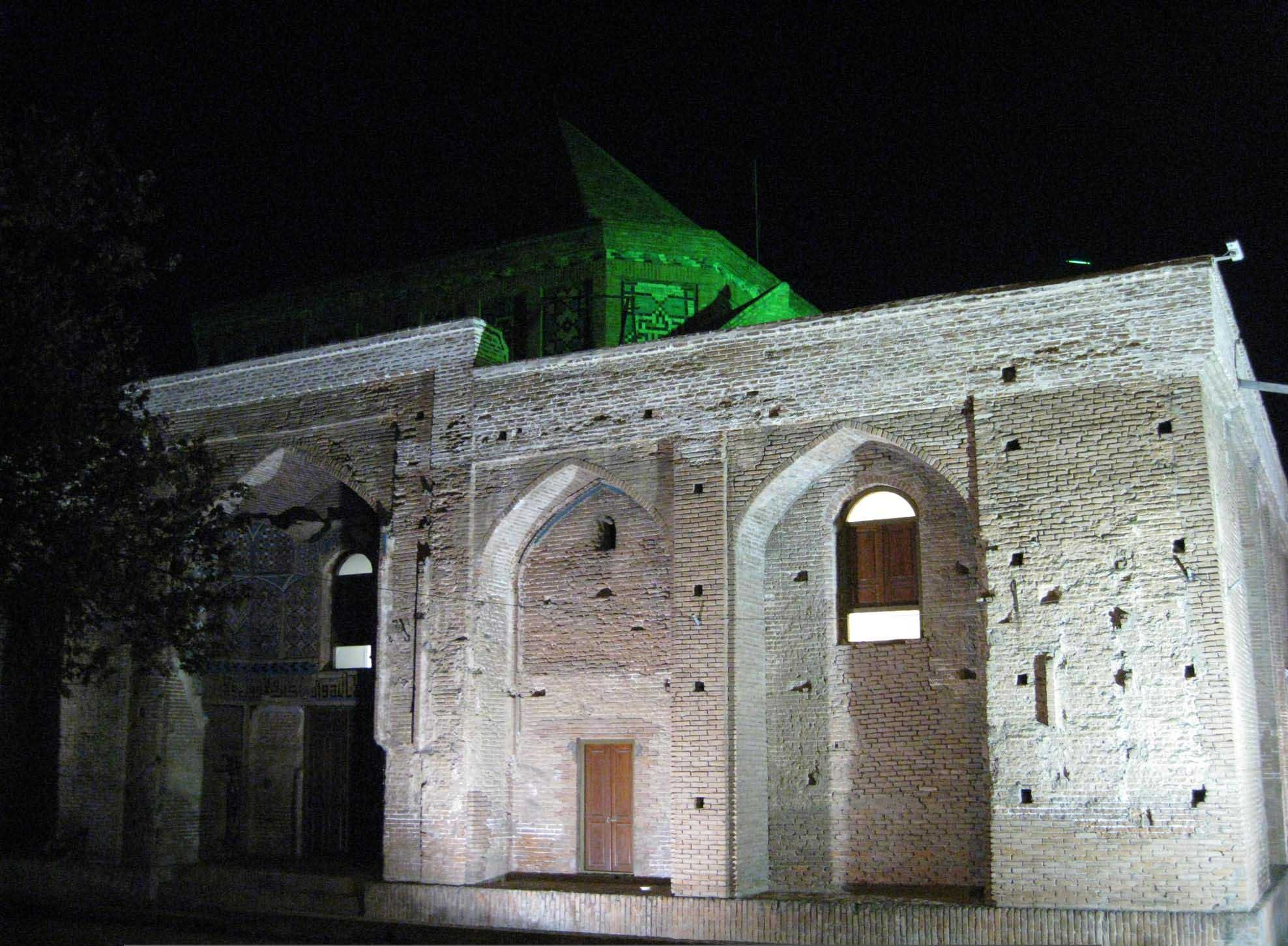
در شب